# Звёзды в полдень
«Звёзды в полдень» (англ. Stars at Noon) — французский художественный фильм режиссёра Клер Дени с Джо Элвином и Маргарет Куэлли в главных ролях. Премьера состоялась на Каннском кинофестивале в мае 2022 года, где фильм был удостоен Гран-при. Он получил противоречивые оценки критиков.

## Сюжет
Действие фильма происходит в Никарагуа во время революции. Главные герои — английский бизнесмен Дэниел и американская журналистка Триш, которых начинает преследовать местная тайная полиция. В итоге выясняется, что за преследованиями стоит ЦРУ. Когда герои пытаются нелегально пересечь границу, их арестовывают. В финале Триш ставит подпись под документами, подготовленными агентом ЦРУ, и получает назад свой паспорт. Теперь она может вернуться на родину, тогда как Дэниел остаётся под арестом, и его дальнейшая судьба неясна. 
Литературной основой сценария стал роман Дениса Джонсона, действие которого было перенесено из 1980-х годов в 2020-е, причём появились дополнительные сюжетные мотивы, связанные с пандемией.

## В ролях
- Маргарет Куэлли — Триш
- Джо Элвин — Дэниел
- Бенни Сафди —  агент ЦРУ
- Джон Си Райли — редактор американского журнала (камео)
- Ник Романо — Субтененте

## Релиз и оценки
Премьера «Звёзд в полдень» состоялась на Каннском кинофестивале в мае 2022 года. Фильм был удостоен Гран-при вместе с картиной Лукаса Донта «Близко». 14 октября 2022 года начался театральный релиз, 28 октября картина появилась на стриминговом сервисе Hulu.
Отзывы критиков были неоднозначными: встречались оценки «Звёзд в полдень» и как «лучшего политического кино года», острого высказывания на тему неоправданной привилегированности Запада, и как слишком «прямолинейного триллера с любовной драмой на мутном политическом фоне», и как фильма, в котором «слишком много эротики, слишком мало химии между главными героями».
По мнению Гая Лоджа из Variety, «разворачивающиеся в страдающем от коронавируса настоящем „Звезды в полдень“ свидетельствуют, что бунтари — как и чиновники, преступники, загадочные нефтяники и не знающие, где находятся, бродяги — по-прежнему могут быть очень сексуальны». Дэвид Эрлих написал, что «этот потный романтический триллер о двух белых иностранцах, которые влюбляются (или, по крайней мере, много трахаются) на фоне политического напряжения в Центральной Америке, представляет собой таинственный и телесный поиск выхода из чистилища».
Никита Лаврецкий («АфишаDaily») заявил в своей рецензии, что «Звёзды и полдень» — «уже не то радикальное авторское кино», которое Клер Дени делала раньше «(и даже менее радикальное, чем другие работы голливудской студии A24), но крепкое жанровое развлечение — вполне достойный способ встретить старость». Тимур Алиев («Форбс») счёл фильм «не слишком впечатляющим»: это «крайне прямолинейное высказывание» без запоминающегося визуала и с мнимой загадочностью, а любовная интрига здесь выглядит как «колониалистский сюжет», так как два белых человека нашли друг друга в условиях «чужой гражданской войны».